# Beatriz Rojas Martínez
Beatriz Rojas Martínez (Ciudad de México, 21 de diciembre de 1966) es una política y abogada mexicana. 
Se desempeña, desde el 5 de octubre del 2024, como directora del Sistema para el Desarrollo Integral de la Familia de la Ciudad de México.  Se desempeñó como diputada federal por el Distrito 7, correspondiente a la alcaldía Gustavo A. Madero de 2018 a 2024, siendo secretaria de la comisión de igualdad de género, de la Cámara de Diputados en la LXIV Legislatura.

## Formación
Realizó la licenciatura en Derecho en la Universidad del Valle de México.

## Trayectoria
Entre 2009 y 2018 fue diputada local en la Asamblea Legislativa del Distrito Federal. Dentro de las actividades legislativas promovió, con el trabajo de la Sociedad Civil de Mujeres, Académicas y el Tribunal Superior de Justicia del Distrito Federal, un conjunto de reformas y modificaciones al Código Penal y de Procedimientos Penales, para su Armonización con la Ley de Acceso de las Mujeres a una Vida Libre de Violencia. Tipificó el delito de feminicidio el cual castiga a quien prive de la vida a una mujer por razones de género y con extrema violencia y modificó la Ley de Trata, con penas más altas a quienes vulneren los Derechos Humanos de las víctimas del tráfico, explotación; sexual y laboral.
En octubre de 2018 solicitó al Pleno de la Cámara de Diputados, se inscriba en la plataforma de comunicación, así como en la documentación y papelería oficial, la leyenda conmemorativa: «LXIV Legislatura de la Paridad de Género».
Junto a María Salguero Bañuelos (creadora del Mapa Interactivo del Feminicidio) ha mantenido desde 2016 una lucha para visibilizar a las víctimas de feminicidio y para que se emita la Alerta de Violencia de Género en la Ciudad de México, y así implementar los mecanismos para salvaguardar la vida de las mujeres, ante un clima de violencia feminicida.